# Sylvester (1924)
Sylvester ist ein deutscher Kammerspielfilm von Lupu Pick aus dem Jahr 1924. Er trägt den Untertitel „Tragödie einer Nacht“.

## Handlung
Ein Mann feiert Silvester zusammen mit seiner Ehefrau und seiner Mutter. Im Laufe des Abends steigert sich die Rivalität zwischen den beiden Frauen zum offenen Hass, der sich schließlich zu einem handfesten Streit zuspitzt. Der Mann nimmt jedoch keine Position zugunsten einer der Frauen ein, sondern flieht vor dem Konflikt und begeht schließlich Suizid durch Erhängen. Zum Ende findet man seinen Leichnam, während sich der Silvestertrubel dem Höhepunkt nähert.